# Administração Geral das Matas do Reino
A Administração Geral das Matas do Reino (AGMR) foi um órgão do Estado português responsável pela política florestal e pela administração dos recursos florestais.

## Histórico
A Administração Geral das Matas do Reino (AGMR) constituiu o primeiro organismo especificamente devotado à gestão e conservação de áreas florestais no Portugal moderno, após a Revolução Liberal de 1820, sendo o mais antigo antecessor do atual serviço de florestas e conservação da natureza (Instituto da Conservação da Natureza e das Florestas).
A profunda renovação dos serviços de administração florestal do Estado havia sido já proposta em 1815 por José Bonifácio de Andrada e Silva, na  sua obra  "Sobre a necessidade e utilidade do plantio de novos bosques em Portugal [...]". Bonifácio de Andrada e Silva exerceu o cargo de intendente-geral das Minas e Metais do Reino de 1801 a 1819, superintendendo a gestão florestal em todos os distritos mineiros de Portugal e domínios ultramarinos (também possuía formação em silvicultura adquirida na Europa Central), e defendia a criação de um organismo que centralizasse a administração de todas as matas do Estado, a qual deveria ter por base os princípios das ciências florestais, então em rápido desenvolvimento na Europa.
Em face da grande degradação das matas do Estado resultante das Invasões Francesas e da instabilidade política, é criada em 1823 uma comissão para o estudo e proposta de um novo modelo de gestão das matas nacionais, sendo por Alvará de 24 de julho de 1824 criada a AGMR, tendo como primeiro administrador-geral o engenheiro Frederico Luís Guilherme Varnhagen, de origem alemã. Este serviço ficou integrado no Ministério da Marinha e Ultramar.

### Atribuições iniciais
A AGMR tinha como missão a administração das matas do Estado, dentre as quais sobressaía a Mata Nacional de Leiria. Com a extinção das ordens religiosas, em 1834, diversas propriedades foram incorporadas no património do Estado como matas nacionais, incluindo a Mata Nacional do Valado (Nazaré) ou a Mata Nacional da Machada (Barreiro), o mesmo sucedendo a outras propriedades pertencentes aos bens da Coroa.
A sua sede era na Marinha Grande, estando ainda hoje o seu edifício adstrito ao Instituto da Conservação da Natureza e das Florestas, autoridade florestal nacional em Portugal.

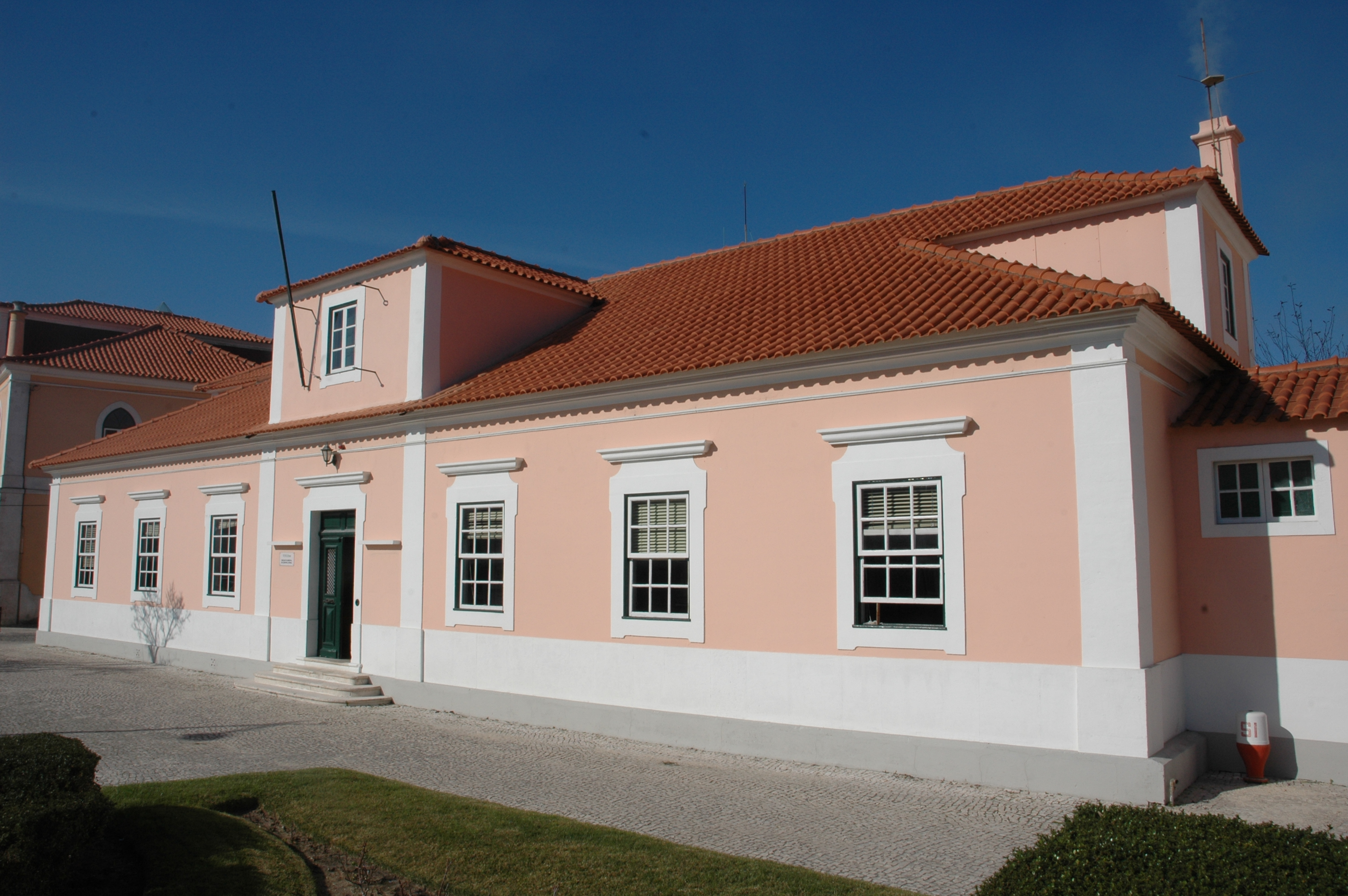
Edifício sede da antiga Administração Geral das Matas do Reino, na Marinha Grande, entre 1824 e 1881, hoje adstrito ao ICNF

Entre 1824 e 1881 a AGMR foi alvo de diversas reformas, no sentido de aumentar o número de administrações e de acomodar uma maior especialização, resultante de um número crescente de técnicos e funcionários. Foram mais relevantes as reformas de 1847 (que expandiu o número de administrações florestais), de 1852 (transfere a AGMR para o Ministério das Obras Públicas, Comércio e Indústria, ficando subordinada à Direcção Geral do Comércio e Indústria) e a de 1872 (cria 3 divisões florestais - Norte, Centro e Sul, a cargo de silvicultores, extinguindo as administrações florestais).

### Extinção
A reforma de 1872 criou problemas internos de organização pelo que, por decreto de 14 de julho de 1881, a secretaria da AGMR é transferida para a 2.ª Secção da Repartição de Agricultura (em Lisboa), sendo igualmente extinto o cargo de administrador-geral.

### Organismos sucessores
- Direcção Geral do Comércio e Indústria (Repartição de Agricultura, 2.ª Secção)
- Direcção Geral da Agricultura (Serviços Florestais)
- Direcção-Geral dos Serviços Florestais e Aquícolas
- Direcção-Geral dos Recursos Florestais (1.ª)
- Direcção-Geral do Ordenamento e Gestão Florestal
- Direcção-Geral das Florestas (1.ª)
- Instituto Florestal
- Direcção-Geral dos Recursos Florestais (2.ª)
- Autoridade Florestal Nacional
- Instituto da Conservação da Natureza e das Florestas

## Administradores-gerais
- Frederico Varnhagen (1824-1842)
- João de Fontes Pereira de Melo (1842-1848)
- Porfírio Caminha (1848-1857)
- José Mello e Gouveia (1857-1865)
- Ernesto de Faria (1865-1879)
- João Cândido de Morais (1879-1881)

## Silvicultores notáveis
- Adolfo Frederico Moller
- Bernardino Barros Gomes
- Carlos Augusto de Sousa Pimentel
- João Maria de Magalhães
- Pedro Roberto da Cunha e Silva